# Амик, Джордж
Джордж А́мик (англ. George Amick, 24 октября 1924 года, Вернония, Орегон, США — 9 апреля 1959 года, Дайтона-Бич, Флорида США) — американский автогонщик. Участвовал в гонках миджетов, выиграл 38 гонок, также участвовал в американских чемпионатах AAA и USAC с 1955 по 1959 год, трижды побеждал в гонках на грунтовых овалах. В 1957—1958 годах принимал участие в «500 милях Индианаполиса», в 1958 году занял 2 место. В эти годы данная гонка входила в зачёт чемпионата мира Формулы-1, так что в качестве пилота Формулы-1 Амик получил 6 очков и был классифицирован 15-м в сезоне Формулы-1 1958 года. Разбился насмерть в 1959 году в единственной гонке USAC, проведённой на трассе Дайтона.

## Биография
Участник Второй мировой войны, Амик начал гоночную карьеру с соревнований подержанных автомобилей в северо-западных штатах США, после чего переключился на гонки миджетов. За последующие три года он одержал 38 побед, в каждом из трёх сезонов занимал место в десятке сильнейших по итогам сезона. В 1955 перешёл в гонки индикаров в чемпионат AAA (впоследствии USAC), где за пять лет смог победить трижды. В 1956 году подавал заявку на участие в «500 милях Индианаполиса», но получил отказ. В 1957 заявка была принята, но пройти квалификацию не удалось из-за недостатка скорости. Наконец, в 1958 он смог получить место за рулём низкопрофильного Epperly, и в результате не только уверенно квалифицировался, но и смог удачно избежать завала на первом круге, а ближе к концу гонки добрался до второго места. Организовавший выступление Норман Демлер вместе с главным механиком Джорджем Сали считали, что Амик мог бы побороться и с лидером за победу, но решили не рисковать, так что Джордж так и финишировал вторым.
На следующий год в первой же своей гонке в Дайтоне он разбился насмерть, попав в аварию на последнем круге. Эта гонка была единственной в истории чемпионатов AAA/USAC/CART/Champcar, проведённой на этой трассе.

## Результаты выступлений

### Индианаполис-500
| Год   | №                      | Старт                  | Время                  | Ранг                   | Финиш                  | Круги                  | Лидер                  | Причина схода          |
| ----- | ---------------------- | ---------------------- | ---------------------- | ---------------------- | ---------------------- | ---------------------- | ---------------------- | ---------------------- |
| 1957  | Не прошел квалификацию | Не прошел квалификацию | Не прошел квалификацию | Не прошел квалификацию | Не прошел квалификацию | Не прошел квалификацию | Не прошел квалификацию | Не прошел квалификацию |
| 1958  | 99                     | 25                     | 142,710                | 25                     | 2                      | 200                    | 18                     | Финишировал            |
| Всего | Всего                  | Всего                  | Всего                  | Всего                  | Всего                  | 200                    | 18                     |                        |

| Старты      | 1 |
| Поулы       | 0 |
| Первые ряды | 0 |
| Победы      | 0 |
| Топ-5       | 1 |
| Топ-10      | 1 |
| Сход        | 0 |

### Формула-1
| Легенда к таблице |                                                                    |
| --- | ------------------------------------------------------------------ |
| В таблице перечислены результаты всех Гран-при Формулы-1, в которых принимал участие гонщик. Строками таблицы являются сезоны, столбцами — этапы чемпионата мира. В каждой клетке указаны сокращённое название этапа и результат, дополнительно обозначенный цветом. Расшифровка обозначений и цветов представлена в нижеследующей таблице. |                                                                    |
| \| Пример \| Описание \| \| ------------ \| ------------------------------------------------------------------ \| \| 1 \| Победитель \| \| 2 \| Второе место \| \| 3 \| Третье место \| \| 5 \| Финишировал, заработав очки \| \| Сход \| Не финишировал, но при этом заработал очки \| \| 12 \| Финишировал, не получив очков \| \| НКЛ \| Финишировал, но не попал в финальную классификацию \| \| 15 \| Участвовал вне зачёта, либо по отдельной классификации \| \| 18 \| Не финишировал, но попал в финальную классификацию \| \| Сход \| Не финишировал \| \| НКВ \| Не прошёл квалификацию \| \| НПКВ \| Не прошёл предквалификацию \| \| ДСК \| Дисквалифицирован \| \| ИСК \| Исключён из протокола соревнований \| \| ТТ \| Заявлен для участия только в тренировках \| \| НС \| Участвовал в квалификации, но не стартовал в гонке \| \| Т \| Травмирован или болен \| \| ОТК \| Отказ от участия \| \| НТР \| Прибыл на соревнования, но на трассу не выезжал \| \| НПР \| Был заявлен в числе участников, но не прибыл к началу соревнований \| \| О \| Соревнования отменены \| \| \| Не участвовал \| \| Поул-позиция \| \| \| Быстрый круг \| \| |                                                                    |
| Пример | Описание                                                           |
| 1 | Победитель                                                         |
| 2 | Второе место                                                       |
| 3 | Третье место                                                       |
| 5 | Финишировал, заработав очки                                        |
| Сход | Не финишировал, но при этом заработал очки                         |
| 12 | Финишировал, не получив очков                                      |
| НКЛ | Финишировал, но не попал в финальную классификацию                 |
| 15 | Участвовал вне зачёта, либо по отдельной классификации             |
| 18 | Не финишировал, но попал в финальную классификацию                 |
| Сход | Не финишировал                                                     |
| НКВ | Не прошёл квалификацию                                             |
| НПКВ | Не прошёл предквалификацию                                         |
| ДСК | Дисквалифицирован                                                  |
| ИСК | Исключён из протокола соревнований                                 |
| ТТ | Заявлен для участия только в тренировках                           |
| НС | Участвовал в квалификации, но не стартовал в гонке                 |
| Т | Травмирован или болен                                              |
| ОТК | Отказ от участия                                                   |
| НТР | Прибыл на соревнования, но на трассу не выезжал                    |
| НПР | Был заявлен в числе участников, но не прибыл к началу соревнований |
| О | Соревнования отменены                                              |
| | Не участвовал                                                      |
| Поул-позиция |                                                                    |
| Быстрый круг |                                                                    |

| Сезон | Команда             | Шасси      | Двигатель          | Ш | 1   | 2   | 3       | 4     | 5   | 6   | 7   | 8   | 9   | 10  | 11  | Место | Очки |
| ----- | ------------------- | ---------- | ------------------ | - | --- | --- | ------- | ----- | --- | --- | --- | --- | --- | --- | --- | ----- | ---- |
| 1957  | Federal Engineering | Snowberger | Offenhauser 4,5 L4 | F | АРГ | МОН | 500 НКВ | ФРА   | ВЕЛ | ГЕР | ПЕС | ИТА |     |     |     | —     | 0    |
| 1958  | Norman Demler       | Epperly    | Offenhauser 4,5 L4 | F | АРГ | МОН | НИД     | 500 2 | БЕЛ | ФРА | ВЕЛ | ГЕР | ПОР | ИТА | МАР | 15    | 6    |